# Sørskogbygda

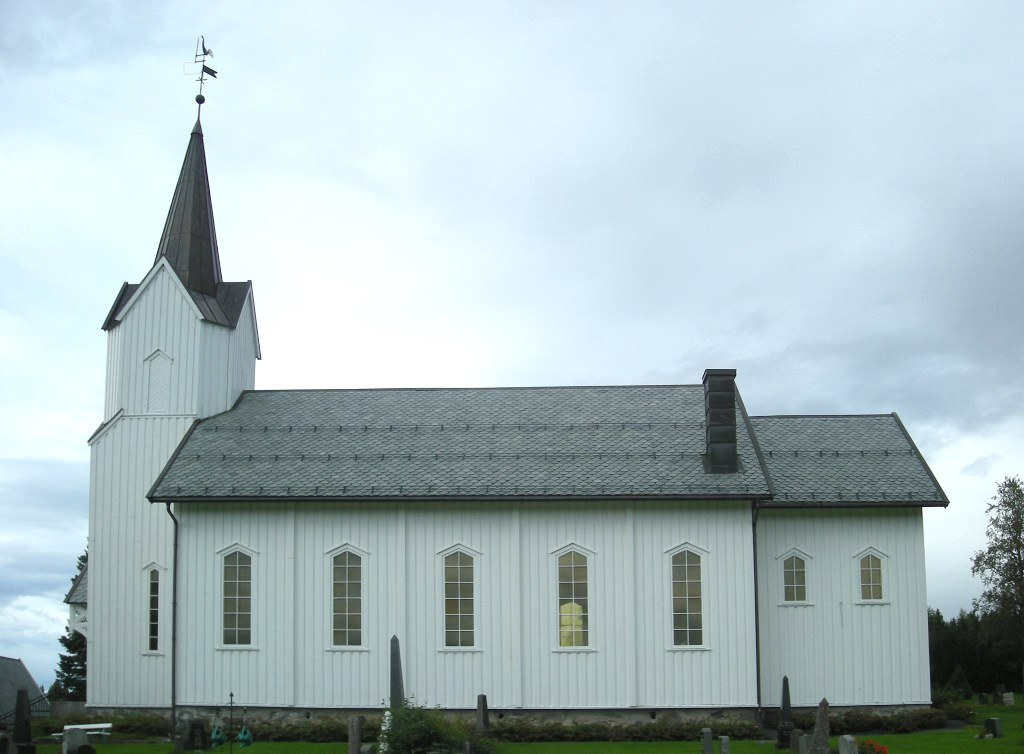
Sørskogbygda kirke

Sørskogbygda ist ein Ort  in der Kommune Elverum in der Fylke (Provinz) Innlandet im Osten Norwegens. Der Ort liegt etwa 20 Kilometer östlich von Elverum entfernt, am Fylkesvei 20. Im Zentrum der Ortschaft befindet sich ein Einkaufszentrum, ein kommunales Gemeindehaus und ein Kindergarten. Des Weiteren befindet sich dort die Sørskogbygda Kirche (Sørskogbygda kirke, früher auch Sætre kapell, bzw. Saetre-Kapelle), die 1873 von dem norwegischen Architekt Otto Schønheyder als sogenannte Langkirche gebaut wurde.